# Boris Godunov (opera)
Boris Godunov là vở opera 4 màn của nhà soạn nhạc người Nga Modest Petrovich Mussorgsky, thành viên của nhóm The Five. Mussorgsky đã sáng tác vở opera này trong các năm 1868-1872 dựa theo kịch thơ của Aleksandr Sergeyevich Pushkin. Sau đó, vào năm 1896, Nikolay Rimskiy-Korsakov vào năm 1959, Dmitri Dmitryevich Shostakovich đã soạn lại vở opera này. Ngày nay vở opera có thể được trình diễn theo 3 phiên bản nói trên